# Enxoval
Enxoval é um conjunto de objetos de noivas, recém nascidos ou crianças que geralmente incluem roupas de cama, como lençóis, cobertores, edredons, colchas, toalhas, roupões de banho, etc.

## Enxoval de casal
O enxoval do casal deve conter peças essenciais ao casal, como lençóis, colchas, cobertores, edredons, travesseiros e roupas de banho.
Os materiais com que são confeccionadas estas roupas devem ser bem escolhidos para evitar incômodos e alergias. Além disso, deve-se pensar nas cores e modelos que mais combinam com o ambiente do quarto do casal para que este fique harmonioso e bonito.

## Enxoval de bebê
São poucas as situações na vida de uma pessoa onde é necessário montar um enxoval rapidamente, uma delas é quando há um bebê a caminho. Para os pais de primeira viagem, montar um enxoval é um grande desafio, já que o investimento é bastante significativo.
Para montar um enxoval completo e ao mesmo tempo econômico, é necessário um extenso planejamento, considerando-se variáveis tais como: temperatura média da estação versus idade da criança, disponibilidade de viagem para compra do enxoval e é claro o gosto de cada mãe ou pai.
Peças fundamentais no enxoval de bebe são:
- Berço
- Guarda-roupa
- Lençóis (próprios para bebes)